# Roger Fitzmiles, 2. Earl of Hereford
Roger Fitzmiles, 2. Earl of Hereford († 1155) war ein anglonormannischer Adliger und einer der führenden Unterstützer der Kaiserin Matilda während der Anarchy in England.

## Familie und Herkunft
Roger Fitzmiles entstammte dem Haus Pitres. Er war der älteste Sohn von Miles de Gloucester und dessen Frau Sibyl, der Tochter und Erbin von Bernard de Neufmarché. 1137 bestätigte König Stephan Roger und seiner Frau Cecilia ihre Ansprüche auf das Erbe von Cecilias Vater, Pain FitzJohn. Diese umfassten Archenfield in Herefordshire sowie Ansprüche auf Arwystli in Wales sowie die Ländereien der Familie Lacy in den südlichen Welsh Marches.

## Unterstützer der Kaiserin und Ausbau seines Territoriums
Während des englischen Bürgerkriegs stand Roger wie sein Vater ab 1139 auf der Seite der Kaiserin Mathilda. Nach dem Tod seines Vaters wurde er Ende 1143 Earl of Hereford. Aufgrund des Bürgerkriegs blieb er ein weitgehend unabhängiger Herrscher seiner umfangreichen Ländereien, die Hereford, Gloucester, Herefordshire, den Forest of Dean, Brecknockshire und das nördliche Gwent umfassten.  Roger unterstützte Robert of Gloucester, den Halbbruder und Führer der Anhänger der Kaiserin 1144 bei Tetbury und dem darauf folgenden Feldzug. Gleichzeitig jedoch dehnte er seinen Einfluss auf benachbarte, kleinere Herrschaften wie Monmouth und Clifford aus und besetzte Winchcombe. Als er zusammen mit seinem Bruder Walter, dem Lord von Grosmont und Abergavenny 1146 Roger de Berkley, den Castellan von Dursley in Gloucestershire gefangen nahm, kam es zu einer kurzen, heftigen Fehde mit Philip FitzRobert, einem Sohn von Robert of Gloucester. In diesem Kampf um die Vorherrschaft im nördlichen Gloucestershire konnte sich jedoch Roger durchsetzen.
Nach dem Tod von Robert of Gloucester 1147 wurde Roger, der den größten Grundbesitz unter den Anhängern der Kaiserin hatte, zum Führer ihrer Anhänger in England. Mit Roberts ältestem Sohn William FitzRobert schloss er einen formellen Freundschafts- und Bündnisvertrag, in dem sie ihre Einflussgrenzen gegenseitig abgrenzten. Obwohl Roger nominell ein Vasall Williams war, verdeutlicht dieser Vertrag die Vorherrschaft Rogers, da dieser von weiteren Marcher Lords unterstützt wurde. Roger schloss auch ein Abkommen mit Morgan ab Owain, dem walisischen Lord von Caerleon, dessen Krieger als Söldner für ihn kämpften, sowie mit Robert de Beaumont, 2. Earl of Leicester. Beaumont und sein Bruder Waleran, der Earl of Worcester standen eigentlich auf der Seite von König Stephan, doch um ihre Besitzungen in Worcestershire zu behaupten, arrangierten sie sich mit Roger. Durch das Erbe seiner Frau hatte Roger Anspruch auf die Herrschaft Weobley in Herefordshire. Diese Ansprüche festigte er durch ein Abkommen mit seinem Schwager William de Braose, dem Herrn von Radnor und Builth, das explizit gegen die Ansprüche von Gilbert de Lacy gerichtet war. Durch diese Politik, Druck auf kleinere Barone und Bündnisse mit anderen mächtigen Baronen und Grafen nutzte er die Schwäche der königlichen Zentralgewalt und errichtete faktisch ein eigenes Territorium im westlichen Mittelengland.
1148 empfing Roger den jungen Heinrich Plantagenet, den ältesten Sohn Mathildas in den Welsh Marches und begleitete ihn anschließend nach Carlisle, wo 1149 König David von Schottland Heinrich zum Ritter schlug. Nach dem Scheitern des anschließenden Feldzugs gegen Nordengland im Frühjahr 1149 eskortierte er ihn zurück nach Hereford. Anschließend kämpfte er zusammen mit William FitzRobert gegen die Anhänger König Stephans in Devonshire und vereitelte einen Angriff von Eustach, dem ältesten Sohn Stephans, auf Devizes, einem der wichtigsten Stützpunkte der Kaiserin in England. Nach der Rückkehr Heinrichs 1150 in die Normandie verebbten die kriegerischen Aktionen. Durch Machtkämpfe waren die Anhänger der Kaiserin untereinander zerstritten, was Stephan 1152 durch Angriffe auf Wallingford und Donnington Castle in Berkshire auszunutzen versuchte. Roger verteidigte Wallingford Castle ein Jahr lang gegen die Truppen Stephans, bis auf sein Drängen Heinrich Plantagenet im Januar 1153 schließlich wieder nach England kam und Wallingford entsetzte. Zwischen Heinrich und Stephan kam es anschließend zu Verhandlungen, die zum Vertrag von Wallingford und damit zum Ende des Bürgerkriegs führten.

## Konflikt mit Heinrich II. und Tod
Als Heinrich nach Stephans Tod 1154 als Heinrich II. neuer König wurde, befand sich Roger in einer schwierigen Situation, da Heinrich beabsichtigte, die königliche Zentralgewalt wieder zu stärken und unter König Stephan vergebene Ländereien zurückfordern wollte. Von allen führenden Adligen hatten Roger und sein Vater Miles während des Bürgerkriegs ihre Ländereien am meisten vergrößern können und waren in den Besitz von Burg und Stadt Hereford, dem königlichen Forest of Dean und zahlreichen weiteren Burgen und Herrschaften in Gloucestershire, Herefordshire und Gwent gekommen. Im März oder April 1154 kam es schließlich um den Besitz von Gloucester Castle zu einem Streit zwischen dem König und Roger. Roger verließ verärgert den königlichen Hof und stellte eine große Streitmacht aus seinen Vasallen, Verbündeten und walisischen Söldnern auf. Vermutlich durch Vermittlung durch Gilbert Foliot, dem Bischof von Hereford, schloss der König mit Roger jedoch einen Kompromiss, nachdem Roger dem König seine Burgen öffnete, jedoch den Großteil seiner Ländereien behalten konnte und nur die Burg von St Briavels und die Herrschaft Weobley an den König übergeben musste. Roger konnte deshalb im Spätsommer wieder an den Königshof zurückkehren, doch erkrankte er im Herbst 1155. Todkrank zog er sich als Mönch in die Abtei Gloucester zurück und starb dort gegen Ende des Jahres.

## Nachfolge
Rogers Ehe mit Cecilia, der Tochter von Payn Fitzjohn blieb kinderlos. Sein Erbe wurde sein jüngerer Bruder Walter, doch Heinrich II. nutzte die Gelegenheit, um sein Territorium zu zerschlagen. Er erklärte den Titel des Earl of Hereford für erloschen und zog einen Großteil der Ländereien, die Roger während des Bürgerkriegs erworben hatte wieder ein. Walter blieben nur die angestammten Besitzungen der Familie Pitres und die Ämter des Sheriffs von Herefordshire und Gloucestershire. Er starb ohne männlichen Nachkommen um 1160 in Palästina. In rascher Folge folgten seine jüngeren Brüder Henry, der vermutlich von Seisyll ap Dyfnwal, dem walisischen Lord von Upper Gwent getötet wurde, und Mahel, der um 1165 bei einem Brand in Bronllys Castle tödlich verunglückte. Da auch sie keine männlichen Nachkommen hinterließen, wurden ihre Besitzungen nach Mahels Tod unter seinen Schwestern aufgeteilt. Die älteste Schwester Margaret, die Humphrey II. de Bohun geheiratet hatte, erhielt die Besitzungen in Herefordshire und Gloucestershire, während Bertha, die William de Braose geheiratet hatte, Erbin von Abergavenny und Brecknockshire wurde. Berthas Sohn William rächte 1175 den Mord an seinen Onkel Henry de Gloucester durch das Massaker von Abergavenny, bei dem er Seisyll ap Dyfnwal samt Gefolge während eines Gastmahls töten ließ.

## Verhältnis zur Kirche
Wegen der Exkommunikation seines Vaters durch Robert de Bethune, den Bischof von Hereford, bekämpfte Roger die Kirche und zwang den Prior von Llanthony, einen Freund des Bischofs von Hereford, zum Rücktritt. Nach dem Tod von Bethune setzte er durch, dass sein Verwandter Gilbert Foliot neuer Bischof von Hereford wurde. Wegen seiner fortwährenden Angriffe auf die Kirche musste jedoch auch Foliot Roger dreimal verwarnen und schließlich exkommunizieren. Als Sühne stiftete Roger 1151 die Zisterzienserabtei Flaxley Abbey im Forest of Dean, die vermutlich an dem Ort lag, an dem sein Vater tödlich verunglückte. Auch anderen Abteien in seinem Einflussbereich, darunter Brecon, Hereford und Llanthony secunda, übergab er großzügige Stiftungen.